# Municipio de Windsor (Illinois)
El municipio de Windsor (en inglés: Windsor Township) es un municipio ubicado en el condado de Shelby en el estado estadounidense de Illinois. En el año 2010 tenía una población de 1474 habitantes y una densidad poblacional de 18,84 personas por km².

## Geografía
El municipio de Windsor se encuentra ubicado en las coordenadas 39°28′26″N 88°39′12″O / 39.47389, -88.65333. Según la Oficina del Censo de los Estados Unidos, el municipio tiene una superficie total de 78.23 km², de la cual 74,19 km² corresponden a tierra firme y (5,16 %) 4,03 km² es agua.

## Demografía
Según el censo de 2010, había 1474 personas residiendo en el municipio de Windsor. La densidad de población era de 18,84 hab./km². De los 1474 habitantes, el municipio de Windsor estaba compuesto por el 98,17 % blancos, el 0,27 % eran afroamericanos, el 0,41 % eran asiáticos, el 0,07 % eran isleños del Pacífico, el 0,27 % eran de otras razas y el 0,81 % eran de una mezcla de razas. Del total de la población el 0,81 % eran hispanos o latinos de cualquier raza.